# Дувачки инструменти
Дувачки инструменти (фр. Instrument à vent, енгл. wind instruments), како и сам назив каже, су инструменти на којима се тон производи дувањем, обично из уста и плућа свирача. Дувачки инструменти су једна велика и разноврсна породица. Разликују се по облику, материјалу, начину дувања и улози. Они спадају у аерофоне инструменте.
Број дувача у оркестру зависи од величине и врсте оркестра као и од потребе композиције, тј. композитора који ствара дело. 
У симфонијском оркестру иза гудача налазе се свирачи дрвених дувачких инструмената и рогова, а у последњем реду налазе се свирачи лимених дувачких инструмената(види слику).

## Подела дувачких инструмената
Зависно од материјала од којих су произведени, дувачки инструменти се деле на две основне групе.
1. Дрвени дувачи, у које спадају:
- све врсте флаута. На њима се тон производи дувањем у мали кружни улазни отвор.
- све врсте обоа. На њима се тон производи дувањем у двоструки језичак.
- енглески рог, на којем се тон производи такође дувањем у двоструки језичак.
- све врсте кларинета. На њима се тон производи дувањем у кљунасти усник са једноструким језичком.
- све врсте саксофона. На њима се тон производи дувањем у кљунасти усник са једноструким језичком.
- све врсте фагота. На њима се тон производи дувањем у двоструки језичак.

2. Лимени дувачи, на којима се тон производи дувањем у метални чашичасти усник. Ту спадају:
- све врсте хорни
- све врсте трубе
- све врсте тромбона
- све врсте тубе

## Физика производње звука
Производња звука у свим дувачким инструментима зависи од уласка ваздуха у вентил за контролу протока причвршћен за резонантну комору (резонатор). Резонатор је типично дуга цилиндрична или конична цев, отворена на другом крају. Пулс високог притиска из вентила ће путовати низ цев брзином звука. То ће се рефлектовати са отвореног краја као повратни импулс ниског притиска. Под одговарајућим условима, вентил ће рефлектовати пулс назад, са повећаном енергијом, све док се у цеви не формира стојећи талас.
Инструменти са трском, као што су кларинет или обоа, имају флексибилну трску или трске на уснику, формирајући вентил који се контролише притиском. Повећање притиска унутар коморе ће смањити разлику притиска преко трске; трска ће се више отварати, повећавајући проток ваздуха. Повећани проток ваздуха ће додатно повећати унутрашњи притисак, тако да ће се импулс високог притиска који стиже до усника рефлектовати као импулс високог притиска назад низ цев. Стојећи таласи унутар цеви биће непарни вишекратници четвртине таласне дужине, са античвором притиска на писнику, и чвором притиска на отвореном крају. Трска вибрира брзином коју одређује резонатор.
За инструменте усне трске (лимени дувачки инструменти) свирачи контролишу напетост у својим уснама тако да вибрирају под утицајем ваздуха који струји кроз њих. Они подешавају вибрацију тако да су усне најзатвореније, а проток ваздуха најнижи, када импулс ниског притиска стигне до усника, да би рефлектовао пулс ниског притиска назад кроз цев. Стојећи таласи унутар цеви биће непарни вишекратници четвртине таласне дужине, са античвором притиска на писнику и чвором притиска на отвореном крају.
За инструменте ваздушне трске (флаута и фипл-флаута), танак слој ваздуха (планарни млаз) који тече кроз отвор (уста) у цеви ступа у интеракцију са оштром ивицом (лабијумом) да би створио звук. Млаз ствара играч, када дува кроз танак прорез. За снимаче и цеви оргуља овај прорез је произведен од стране произвођача инструмената и има фиксну геометрију. У попречној флаути или пан флаути прорез чине музичари између својих усана.
Због акустичне осцилације цеви ваздух у цеви се наизменично сабија и шири. Ово доводи до наизменичног струјања ваздуха у и из цеви кроз отвор цеви. Интеракција овог попречног акустичког струјања са равним ваздушним млазом индукује на излазу из цеви (почетку млаза) локализовану пертурбацију профила брзине млаза. Ова пертурбација је снажно појачана интринзичном нестабилношћу млаза док флуид путује ка уснама. Ово доводи до глобалног попречног кретања млаза у лабијуму.
Појачавање пертурбација млаза због његове унутрашње нестабилности може се приметити када се гледа на облак дима цигарете. Свако мало амплитудно кретање руке која држи цигарету доводи до осцилације перјанице која се повећава са растојањем навише и на крају до хаотичног кретања (турбуленције). Иста осцилација млаза може се покренути благим струјањем ваздуха у просторији, што се може проверити махањем другом руком.
Осциловање млаза око усана доводи до флуктуирајуће силе протока ваздуха на усну. Пратећи трећи Њутнов закон, лабијум врши супротну реакциону силу на ток. Може се показати да је ова сила реакције извор звука који покреће акустичну осцилацију цеви.
Квантитативну демонстрацију природе овог типа извора звука пружио је Алан Пауел када је проучавао планарни млаз који је у интеракцији са оштром ивицом у одсуству цеви (тзв. едгетон). Звук који зрачи ивични тон може се предвидети мерењем нестабилне силе изазване струјањем млаза на оштрој ивици (лабијум). Производња звука реакцијом зида на несталну силу струјања око објекта такође производи еолски звук цилиндра постављеног нормално на проток ваздуха (феномен певајуће жице). У свим овим случајевима (флаута, рубни тон, еоловски тон...) производња звука не укључује вибрацију зида. Отуда материјал од којег је флаута направљена није релевантан за принцип производње звука. Нема суштинске разлике између златне или сребрне фруле.

## Звоно
Звоно дувачког инструмента је округли, проширени отвор насупрот усника. Налази се на кларинетима, саксофонима, обоама, хорнама, трубама и многим другим врстама инструмената. На дувачким инструментима, акустична спрега из отвора за спољни ваздух се дешава на звону за све ноте, а облик звона оптимизује ову спрегу. Такође игра главну улогу у трансформацији резонанција инструмента. На дрвеним дувачким инструментима, већина нота се отвара на најгорњим отвореним рупама за тон; само најниже ноте сваког регистра излазе у потпуности или делимично на звону, а функција звона у овом случају је да побољша конзистентност тона између ових и осталих нота.

## Притисак дисања
Свирање неких дувачких инструмената, посебно оних који укључују висок отпор притиска даха, доводи до повећања интраокуларног притиска, што је повезано са глаукомом као потенцијалним здравственим ризиком. Једна студија из 2011. фокусирана на лимене и дрвене дувачке инструменте приметила је „привремена и понекад драматична повећања и флуктуације IOP-а“. Друга студија је открила да је величина повећања интраокуларног притиска у корелацији са интраоралним отпором асоцираним са инструментом и повезаним повременим повећањем интраокуларног притиска од свирања дувачких инструмената високог отпора са појавом губитка видног поља. Показало се да је опсег интраоралног притиска укључен у различите класе етничких дувачких инструмената, као што су индијанске флауте, генерално нижи од западних класичних дувачких инструмената.